# Quy luật sản xuất giá trị thặng dư

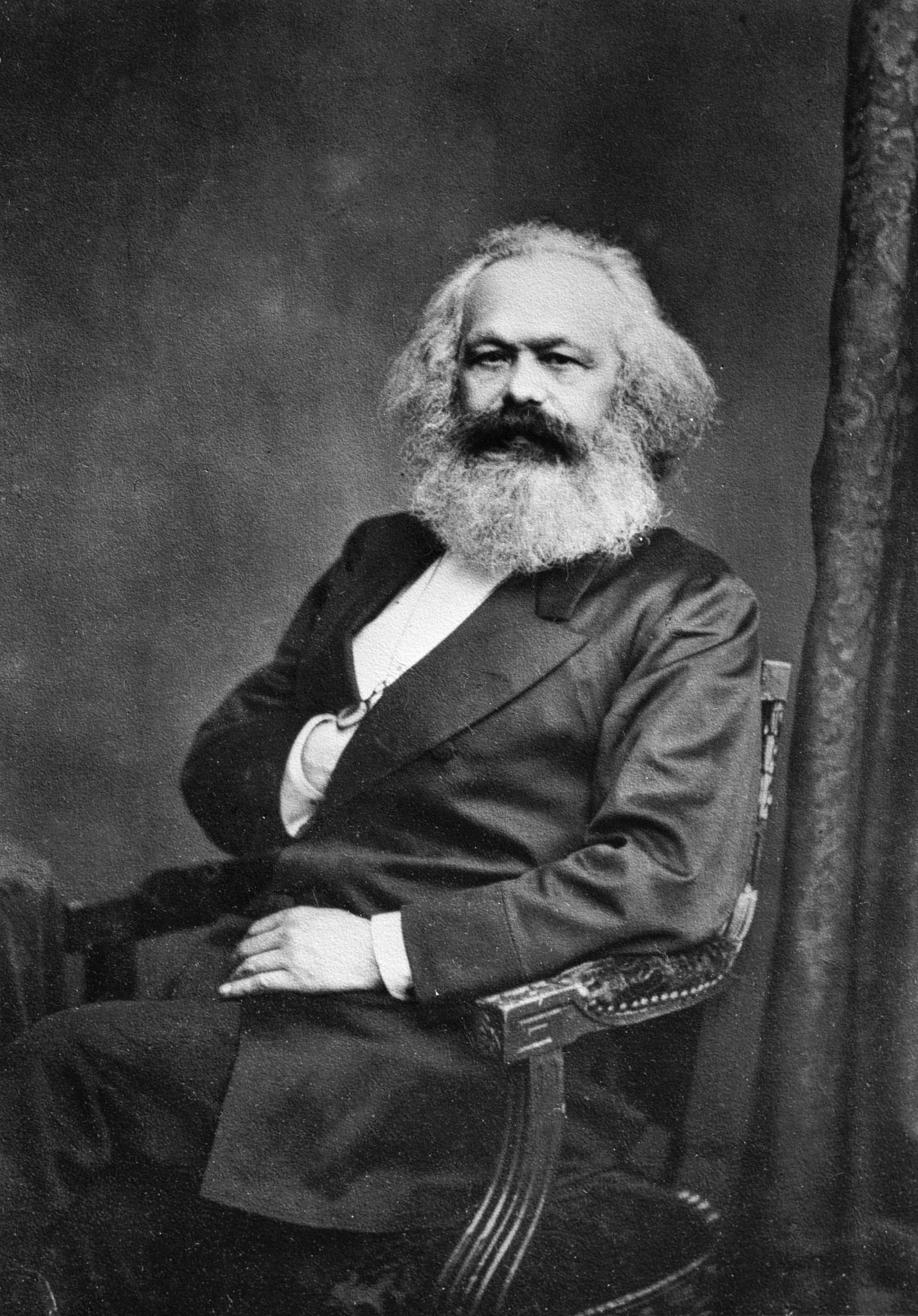
Mác - người đã nêu ra quy luật về sản xuất giá trị thặng dư

Quy luật sản xuất giá trị thặng dư (tiếng Anh: Surplus product, tiếng Đức: Mehrprodukt) theo kinh tế chính trị Marx-Lenin là một trong những quy luật kinh tế cơ bản của chủ nghĩa tư bản. Nội dung quy luật này là sản xuất nhiều và ngày càng nhiều hơn giá trị thặng dư bằng cách tăng cường bóc lột công nhân làm thuê. Nếu quy luật kinh tế cơ bản của sản xuất hàng hóa là quy luật giá trị thì quy luật kinh tế cơ bản của nền sản xuất tư bản chủ nghĩa là quy luật giá trị thặng dư.
Có thể thấy vì giá trị thặng dư là cội nguồn sinh ra sự giàu có, sung túc vì xuất hiện giá trị mới, nên để duy trì và phát triển sự giàu có, dôi dư này, giai cấp tư sản có xu hướng không ngừng sản xuất ra càng nhiều giá trị thặng dư càng tốt, sản xuất với quy mô ngày càng lớn hơn trước. Những lợi tức, tiền bạc thu được đều được đưa vào tái đầu tư, tái sản xuất, thuê mua nguyên vật liệu nhà xưởng để vận hành tạo giá trị thặng dư.
Cách dịch thông thường của từ "Mehr" trong tiếng Đức là "thặng dư" khiến thuật ngữ "sản phẩm thặng dư" hơi không chính xác, bởi vì nó gợi ý cho những người nói tiếng Anh rằng sản phẩm được đề cập đến là "không sử dụng", "không cần thiết ", hoặc "dư thừa", trong khi "Mehr" chính xác nhất có nghĩa là "nhiều hơn" hoặc "được thêm vào"—do đó, "Mehrprodukt" thực sự đề cập đến sản phẩm bổ sung hoặc sản xuất "dư thừa". Trong tiếng Đức, thuật ngữ "Mehrwert" có nghĩa đen nhất là giá trị gia tăng, thước đo sản lượng ròng, (mặc dù, theo cách sử dụng cụ thể của Marx, nó có nghĩa là giá trị thặng dư thu được từ việc sử dụng vốn, tức là nó đề cập đến phần bổ sung ròng vào giá trị vốn sở hữu).

## Đặc điểm
Quy luật giá trị thặng dư là quy luật kinh tế cơ bản của chủ nghĩa tư bản vì theo kinh tế chính trị Mácxit nó quy định bản chất của nền sản xuất tư bản chủ nghĩa, chi phối mọi mặt đời sống kinh tế của xã hội tư bản. Không có sản xuất giá trị thặng dư thì không có chủ nghĩa tư bản. Theo Mác, chế tạo ra giá trị thặng dư, đó là quy luật tuyệt đối của phương thức sản xuất tư bản chủ nghĩa. Ở đâu có sản xuất giá trị thặng dư thì ở đó có chủ nghĩa tư bản, ngược lại, ở đâu có chủ nghĩa tư bản thì ở đó có sản xuất giá trị thặng dư. Lênin gọi quy luật giá trị thặng dư là quy luật kinh tế tuyệt đối của chủ nghĩa tư bản.
Sản xuất nhiều và ngày càng nhiều giá trị thặng dư là mục đích, là động lực thường xuyên của nền sản xuất tư bản chủ nghĩa, là nhân tố đảm bảo sự tồn tại, thúc đẩy sự vận động, phát triển của chủ nghĩa tư bản đồng thời nó làm cho mọi mâu thuẫn của chủ nghĩa tư bản ngày càng sâu sắc.
Quy luật giá trị thặng dư là nguồn gốc của mâu thuẫn cơ bản của xã hội tư bản: 
- Mâu thuẫn giữa tư bản và lao động
- Mâu thuẫn giữa giai cấp tư sản và giai cấp công nhân.

Quy luật giá trị thặng dư đứng đằng sau cạnh tranh tư bản chủ nghĩa. Với mục đích là thu được ngày càng nhiều hơn giá trị thặng dư, các nhà tư bản cạnh tranh với nhau, tiêu diệt lẫn nhau để có được quy mô giá trị thặng dư lớn hơn, tỉ suất giá trị thặng dư cao hơn.
Để sản xuất ngày càng nhiều giá trị thặng dư, các nhà tư bản ra sức áp dụng tiến bộ khoa học kỹ thuật, cải tiến sản xuất. Từ đó thúc đẩy lực lượng sản xuất phát triển mạnh mẽ, nền sản xuất có tính chất xã hội hoá ngày càng cao, mâu thuẫn giữa tính chất xã hội của sản xuất với hình thức chiếm hữu tư nhân tư bản chủ nghĩa ngày càng gay gắt.

## Định nghĩa của Marx
Trong Das Kapital và các tác phẩm khác, Marx chia "sản phẩm xã hội" mới của dân lao động (dòng sản phẩm mới của xã hội trong một khoảng thời gian xác định) thành sản phẩm cần thiết và sản phẩm thặng dư. Về mặt kinh tế, sản phẩm "cần thiết" đề cập đến đầu ra của các sản phẩm và dịch vụ cần thiết để duy trì số lượng người lao động và những người phụ thuộc của họ ở mức sống phổ biến (thực tế là tổng chi phí tái sản xuất của họ). Sản phẩm "dư thừa" là bất cứ thứ gì được sản xuất vượt quá mức cần thiết đó. Nói về mặt xã hội, sự phân chia sản phẩm xã hội này phản ánh những yêu cầu tương ứng mà giai cấp lao động và giai cấp thống trị đưa ra đối với của cải mới được tạo ra.
Tuy nhiên, nói một cách chính xác, sự phân biệt chung chung, trừu tượng như vậy là một sự đơn giản hóa, vì ít nhất ba lý do.
- Một xã hội thường cũng phải nắm giữ một phần sản phẩm xã hội mới dự trữ bất cứ lúc nào. Những khoản dự trữ này (đôi khi được gọi là "cổ phiếu chiến lược") theo định nghĩa thường không có sẵn để phân phối ngay lập tức mà được lưu trữ theo một cách nào đó, tuy nhiên chúng là điều kiện cần thiết để tồn tại lâu dài hơn. Những khoản dự trữ như vậy phải được duy trì, ngay cả khi không có khoản nào khác vượt quá nhu cầu tức thời, và do đó, chúng có thể được coi là chi phí tái sản xuất vĩnh viễn, được xem xét trong một khoảng thời gian dài hơn, chứ không phải là thặng dư thực sự.
- Một yếu tố phức tạp nữa là sự gia tăng dân số, vì dân số ngày càng tăng có nghĩa là "nhiều sản phẩm hơn" phải được sản xuất hoàn toàn là để đảm bảo sự tồn tại của dân số đó. Trong các xã hội nguyên thủy, sản lượng không đủ chỉ có nghĩa là con người sẽ chết, nhưng trong các xã hội phức tạp, việc liên tục "sản xuất nhiều hơn" là cần thiết về mặt vật chất để duy trì dân số ngày càng tăng (điều này được Marx thừa nhận trong Tư bản, Tập III, chương 48, trong đó ông viết: “Cần phải có một số lượng lao động thặng dư nhất định để bảo đảm chống lại những rủi ro và cho sự mở rộng cần thiết và liên tục của quá trình tái sản xuất phù hợp với sự phát triển của nhu cầu và sự gia tăng dân số, theo quan điểm đó được gọi là tích lũy. của nhà tư bản”).
- Tại bất kỳ thời điểm nào, một bộ phận dân số trưởng thành trong độ tuổi lao động hoàn toàn không làm việc, nhưng những người này bằng cách nào đó cũng phải được duy trì. Trong chừng mực chúng không phụ thuộc trực tiếp vào người sản xuất sản phẩm cần thiết để duy trì chúng, chúng phải được duy trì từ các nguồn lực chung hoặc nhà nước, hoặc bằng một số phương tiện khác.

Khái niệm sản phẩm thặng dư xã hội thoạt nhìn có vẻ rất đơn giản và dễ hiểu, nhưng đối với các nhà khoa học xã hội thì đó thực sự là một khái niệm khá phức tạp. Nhiều điều phức tạp bộc lộ khi họ cố gắng đo lường sản phẩm thặng dư của một cộng đồng kinh tế nhất định.